# ورلي إدواردز
ورلي إدواردز (بالإنجليزية: Worley Edwards)‏ هو محامي نيوزيلندي، ولد في 5 سبتمبر 1850، وتوفي في 1 يونيو 1927.